# Stanisława Guzik
Stanisława Guzik – polska koszykarka, multimedalistka mistrzostw Polski.

## Osiągnięcia
Drużynowe
- Mistrzyni Polski (1968–1971)
- Wicemistrzyni:
  - Pucharu Europy Mistrzyń Krajowych (1970)
  - Polski (1972, 1973)
- Uczestniczka rozgrywek Pucharu Europy Mistrzyń Krajowych (1968/1969 – TOP 6, 1969/1970, 1970/1971 – 4. miejsce, 1971/1972 – TOP 8)